# Kreis Neumarkt

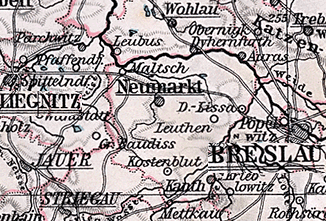
Der Kreis Neumarkt in den Grenzen von 1818 bis 1932

Der Kreis Neumarkt war ein preußischer Landkreis in Schlesien, der von 1816 bis 1945 bestand. Der heutige Powiat Średzki in der polnischen Woiwodschaft Niederschlesien entspricht in seiner Ausdehnung weitestgehend dem ehemaligen Kreisgebiet. Im Kreis lag auch die Gemeinde Leuthen, die am 5. Dezember 1757 Schauplatz der Schlacht bei Leuthen war.

## Verwaltungsgeschichte
Nach der Eroberung des größten Teils von Schlesien durch Preußen im Jahre 1741 wurden durch die königliche Kabinettsorder vom 25. November 1741 in Schlesien die preußischen Verwaltungsstrukturen eingeführt. Dazu gehörte die Einrichtung zweier Kriegs- und Domänenkammern in Breslau und Glogau sowie deren Gliederung in Kreise und die Einsetzung von Landräten zum 1. Januar 1742.
Im Fürstentum Breslau, einem der schlesischen Teilfürstentümer, wurden aus den alten schlesischen Weichbildern Breslau, Canth, Neumarkt und Namslau die preußischen Kreise Breslau, Namslau und Neumarkt-Canth gebildet. Als erster Landrat des Kreises Neumarkt-Canth wurde Karl Friedrich von Poser eingesetzt. Der Kreis Neumarkt-Canth unterstand zunächst der Kriegs- und Domänenkammer Breslau. Auf den Namensteil „Canth“ wurde zum Ende des 18. Jahrhunderts verzichtet. Der Kreis Neumarkt wurde im Zuge der Stein-Hardenbergischen Reformen 1815 dem Regierungsbezirk Breslau der Provinz Schlesien zugeordnet.
Bei der Kreisreform vom 1. Januar 1818 im Regierungsbezirk Breslau wurden folgende Umgliederungen vorgenommen:
- Die Dörfer Blumerode, Borne, Maltsch, Maserwitz, Raussen, Rachen und Wültschkau wechselten aus dem Kreis Liegnitz in den Kreis Neumarkt.
- Die Dörfer Bockau, Ebersdorf und Pitschen wechselten aus dem Kreis Neumarkt in den Kreis Striegau.
- Die Dörfer Buchwald, Diezdorf, Michelsdorf, Nieder und Ober Dambritsch, Nieder und Ober Moys und Obsendorf wechselten aus dem Kreis Striegau in den Kreis Neumarkt.[6][7]

Zum 8. November 1919 wurde die Provinz Schlesien aufgelöst und aus den Regierungsbezirken Breslau und Liegnitz die neue Provinz Niederschlesien gebildet.
Am 1. April 1928 wurden die Landgemeinden Deutsch Lissa und Rathen mitsamt den gleichnamigen und die Gutsbezirke Deutsch Lissa (teilweise) und Rathen aus dem Kreis Neumarkt in den Stadtkreis Breslau eingegliedert. Zum 30. September 1928 wurden im Rahmen einer Gebietsreform im Freistaat Preußen alle Gutsbezirke aufgelöst und benachbarten Landgemeinden zugeteilt.
Zum 1. Oktober 1932 erfolgten die folgenden Umgliederungen:
- Die Landgemeinden Beckern, Bertholdsdorf, Bockau, Damsdorf, Diesdorf, Dromsdorf-Lohnig, Ebersdorf, Eisendorf, Förstchen, Gäbersdorf, Guckelhausen, Hulm, Körnitz, Kuhnern, Lederose, Lüssen, Metschkau, Neuhof, Ossig, Panzkau, Pfaffendorf, Pitschen, Pläswitz, Sasterhausen, Simsdorf, Tschinschwitz und Zuckelnick wechselten aus dem aufgelösten Kreis Striegau in den Kreis Neumarkt.
- Die Landgemeinde Borganie wechselte aus dem Kreis Neumarkt in den Kreis Schweidnitz.
- Die Stadt Kanth sowie die Landgemeinden Beilau, Fürstenau, Jürtsch, Kammendorf b. Kanth, Koslau, Landau, Lorzendorf, Mettkau, Neudorf, Nieder Struse, Ober Struse, Ocklitz, Polsnitz, Rommenau, Sachwitz, Schimmelwitz, Stöschwitz und Zaugwitz wechselten aus dem Kreis Neumarkt in den Landkreis Breslau.[9][10]

Am 1. April 1938 wurden die preußischen Provinzen Niederschlesien und Oberschlesien zur neuen Provinz Schlesien zusammengeschlossen. Zum 18. Januar 1941 wurde die Provinz Schlesien erneut aufgelöst und aus den Regierungsbezirken Breslau und Liegnitz die neue Provinz Niederschlesien gebildet.
Im Januar 1945 eroberte die Rote Armee das Kreisgebiet. Am 14. März 1945 unterstellte sie es dem Verwaltungsbezirk II der Wiedergewonnenen Gebiete („Okręg Administracyjny II Dolnośląski“), der am 29. Mai 1946 in die Woiwodschaft Breslau umgewandelt wurde. Im Kreisgebiet begann im Sommer 1945 die Vertreibung der einheimischen Bevölkerung, die ab Februar 1946 systematische Formen annahm, und die Besiedlung mit Polen. Im November 1949 lebten noch 510 Deutsche im Kreisgebiet.

## Einwohnerentwicklung
| Jahr | Einwohner | Quelle |
| ---- | --------- | ------ |
| 1795 | 30.069    | [ 12 ] |
| 1819 | 37.806    | [ 13 ] |
| 1846 | 52.579    | [ 14 ] |
| 1871 | 56.446    | [ 15 ] |
| 1885 | 57.678    | [ 16 ] |
| 1900 | 55.362    | [ 17 ] |
| 1910 | 57.155    | [ 17 ] |
| 1925 | 59.277    | [ 18 ] |
| 1939 | 56.542    | [ 18 ] |

## Landräte
- 1742–1759 Carl Friedrich von Poser und Groß-Naedlitz[4]
- 1759–1780 Hanns Rudolph von Seydlitz-Kuhna[4]
- 1780–1796 Friedrich Wilhelm von Seidlitz-Kurtzbach[4]
- 1796–1838 Nicolaus Otto Ferdinand von Debschütz[4]
- 1839–1848 Gustav von Schaubert (1801–1876)
- 1848–1853 Alwin Aschenborn (1816–1865)
- 1853–1885 Magnus von Knebel-Doeberitz (1815–1884)
- 1885–1917 Leopold von Tettenborn (1853–1917)
- 1917–1920 Richard zu Limburg-Stirum (1874–1931)
- 1920–1920 August Winter (kommissarisch)
- 1921–1933 Walther Hüttenhein
- 1933–1935 Willy Otto
- 1935–1942 Georg von Schellwitz (1897–1974)
- 1942–1943 Günther Bier
- 1943–1944 Karl Williger
- 1944–1945 Konrad Büchs

## Kommunalverfassung
Der Kreis Neumarkt gliederte sich seit dem 19. Jahrhundert in die Städte Kanth (bis 1932) und Neumarkt, in Landgemeinden und in Gutsbezirke. Mit Einführung des preußischen Gemeindeverfassungsgesetzes vom 15. Dezember 1933 gab es ab dem 1. Januar 1934 eine einheitliche Kommunalverfassung für alle preußischen Gemeinden. Mit Einführung der Deutschen Gemeindeordnung vom 30. Januar 1935 trat zum 1. April 1935 im Deutschen Reich eine einheitliche Kommunalverfassung in Kraft, wonach die bisherigen Landgemeinden nun als Gemeinden bezeichnet wurden. Eine neue Kreisverfassung wurde nicht mehr geschaffen; es galt weiterhin die Kreisordnung für die Provinzen Ost- und Westpreußen, Brandenburg, Pommern, Schlesien und Sachsen vom 19. März 1881.

## Gemeinden
Der Kreis Neumarkt umfasste zuletzt eine Stadt und 114 Landgemeinden:
| - Baudis-Meesendorf - Beckern - Bertholdsdorf - Bischdorf - Blumerode - Bockau - Borne - Brandschütz - Breitenau - Bruch - Buchwald - Dambritsch - Damsdorf - Diesdorf - Dietzdorf - Dromsdorf-Lohnig - Ebersdorf - Eisendorf - Falkenhain - Förstchen - Frankenthal - Frobelwitz - Gäbersdorf - Gloschkau - Gniefgau - Gossendorf - Gräbendorf - Groß Bresa - Groß Gohlau | - Groß Heidau - Groß Peterwitz - Guckelhausen - Hausdorf - Hirschwerder - Hulm - Jakobsdorf - Jenkwitz - Jerschendorf - Kadlau - Kammendorf - Kamöse - Kertschütz - Keulendorf - Klein Bresa - Kniegnitz - Kobelnick - Körnitz - Kostenblut - Krampitz - Krintsch - Kuhnern - Lampersdorf - Lederose - Leonhardwitz - Leuthen - Lobetinz - Lüssen - Maltsch | - Marschwitz - Maserwitz - Metschkau - Michelsdorf - Muckerau - Neuhof - Neumarkt, Stadt - Nieder Mois - Nimkau - Nippern - Ober Mois - Obsendorf - Ossig - Panzkau - Peicherwitz - Peiskerwitz - Pfaffendorf - Pirschen - Pitschen - Pläswitz - Pohlsdorf - Polkendorf - Puschwitz - Rachen - Rackschütz - Radaxdorf - Ramfeld - Rauße - Regnitz | - Saara - Sagschütz - Sasterhausen - Schadewinkel - Schlaupe - Schmellwitz - Schöbekirch - Schönau - Schönbach - Schöneiche - Schreibersdorf - Schriegwitz - Schweinitz b. Kanth - Seedorf - Simsdorf - Spillendorf - Stephansdorf - Tschammendorf - Tschirnau - Viehau - Weicherau - Weißenfeld (Schles.) - Wilkau-Zopkendorf - Wilxen - Wolfsdorf - Wültschkau - Zieserwitz - Zuckelnick |

Eingemeindungen bis 1938
| - Baudis, am 17. Oktober 1928 zu Baudis-Meesendorf - Deutsch Lissa, am 1. April 1928 zu Breslau - Ellguth, am 1. April 1938 zu Buchwald - Erlenhain, am 1. April 1938 zu Buchwald - Flämischdorf, am 25. Juni 1922 zu Neumarkt - Illnisch, am 30. September 1928 zu Illnisch-Romolkwitz - Meesendorf, am 17. Oktober 1928 zu Baudis-Meesendorf - Nieder Stephansdorf, am 30. September 1928 zu Stephansdorf - Ober Stephansdorf, am 30. September 1928 zu Stephansdorf - Onerkwitz, am 1. April 1938 zu Schmellwitz | - Pfaffendorf, am 15. August 1924 zu Neumarkt - Probstei, am 25. Juni 1922 zu Neumarkt - Rathen, am 1. April 1928 zu Breslau - Romolkwitz, am 30. September 1928 zu Illnisch-Romolkwitz - Saarawenze, am 1. April 1937 zu Krampitz - Stusa, am 17. Oktober 1928 zu Pirschen-Stusa - Tschinschwitz, am 1. April 1935 zu Damsdorf - Wilkau, am 30. September 1928 zu Wilkau-Zopkendorf - Wohnwitz, am 1. April 1939 zu Nippern - Zopkendorf, am 30. September 1928 zu Wilkau-Zopkendorf |

## Ortsnamen
In der Zwischenkriegszeit wurden mehrere Gemeinden umbenannt:
- Belkau → Weißenfeld (1937)
- Groß Saabor → Hirschwerder (1936)
- Illnisch-Romolkwitz → Ramfeld (1936)
- Pirschen-Stusa → Pirschen (1936)
- Polnisch Baudis → Baudis (1926)
- Polnisch Schweinitz → Schweinitz b. Canth (1924)
- Sablath → Gräbendorf (1936)
- Tschechen → Erlenhain (1936)